# Ereveld Ginneken
Ereveld Ginneken is een Pools ereveld op de RK-begraafplaats Laurentius aan de Vogelenzanglaan in de Nederlandse plaats Breda.
Dit erehof telt 80 Poolse graven waar slachtoffers liggen van de Tweede Wereldoorlog. Zij vochten in de Poolse 1e Pantserdivisie, onder leiding van generaal Maczek, die op 20 oktober 1944 Breda bevrijdde. Enkele tientallen soldaten liggen hier begraven onder een schuilnaam. Dit zijn mensen die zijn overgelopen uit het Duitse leger en anoniem wilden blijven om hun familie te beschermen. Het informatiebord van de Oorlogsgravenstichting geeft wel de echte namen aan.